# Assizes de Jerusalém

Brasão de armas do Reino de Jerusalém.

Os Assizes de Jerusalém são uma coleção de numerosos tratados legais medievais escritos em francês antigo, contendo a lei do cruzado Reino de Jerusalém e Reino de Chipre. Eles foram compilados no século XIII e são a maior coleção de leis medievais sobreviventes.

## História
Como Peter Edbury diz: "um grupo de fontes do Oriente Médio que há muito atrai a atenção dos estudiosos são os tratados jurídicos geralmente conhecidos coletivamente, ainda que de maneira enganosa, como os Assises de Jerusalém". (Peter W. Edbury, John of Ibelin and the Kingdom of Jerusalem, pref. )
Os assizes, ou assises em francês, sobrevivem na forma escrita apenas a partir do século XIII, pelo menos uma geração após o colapso do Reino de Jerusalém. As leis mais antigas do Reino foram promulgadas no Conselho de Nablus em 1120, mas essas leis parecem ter caído em desuso e foram substituídas pelas garantias pelo século XIII e, presumivelmente, ainda antes.
Embora nenhuma lei ou processo judicial sobreviva da altura do reino no século XII, o reino obviamente tinha leis e uma estrutura legal bem desenvolvida. No século XIII, o desenvolvimento dessa estrutura foi esquecido, mas juristas como Philip e John relataram as lendas que haviam crescido sobre o início do reino. Segundo eles, a Haute Cour e a corte do burgess foram criadas em 1099 por Godofredo de Bulhão, que se estabeleceu como juiz da corte suprema. Diz-se que as leis de ambos foram escritas desde o início em 1099 e foram simplesmente perdidas quando Jerusalém foi capturada por Saladino em 1187. Essas leis foram mantidas em um baú na Igreja do Santo Sepulcro e, portanto, eram conhecidas no francês antigo como " Letres dou Sepulcre ". O baú supostamente só poderia ter sido aberto pelo rei, pelo patriarca de Jerusalém e pelo visconde de Jerusalém. Cada lei, de acordo com Philip, foi escrita em uma página, começando com uma grande inicial iluminada em ouro e com uma rubrica escrita em tinta vermelha. Philip alegou ter obtido suas informações de um velho cavaleiro e jurista chamado Ralph de Tiberíades, e John, por sua vez, provavelmente obteve suas informações de Philip. Se essas lendas eram verdadeiras ou não (Edbury, por exemplo, acredita que não eram), os juristas do século XIII imaginavam que a estrutura legal do reino existisse continuamente desde a conquista original.
Dizem que alguns dos tratados representam a lei feudal ocidental, interpretada por juristas baronais para enfraquecer o poder real, mas estudos posteriores argumentam que as obras apresentam um modelo legal idealizado, em vez de prova de uma estrutura feudal existente.

## Textos
As coleções de leis sobreviventes são:
- O Livre au Roi. Este é o texto sobrevivente mais antigo, datado de aproximadamente 1200. Foi escrito para Amalrico II de Jerusalém (o "Roi" do título) e tem uma inclinação decididamente realista. É o único texto que preserva a libertação étnica do rei Balduíno II, que permitiu ao rei deserdar seus vassalos, ignorando o julgamento normal da Haute Cour. Caso contrário, seu conteúdo é muito semelhante aos outros autores.
- Le Livre de Form de Plait. O tratado jurídico de Filipe de Novara, escrito de um ponto de vista mais aristocrático, foi escrito na década de 1250. Ele também escreveu uma história do conflito entre os Ibelins (seus clientes) e os Hohenstaufens em Chipre e no Acre.
- João de Ibelin. João, conde de Jafa e Ascalão e regente do Reino de Jerusalém no Acre, participou da luta que Filipe registrou em outros lugares. De 1264 a 1266, ele escreveu o mais longo tratado jurídico do Oriente Médio e, de fato, de qualquer lugar da Europa medieval.
- Geoffrey La Tor ou Geoffrey le Tort e James de Ibelin, filho de John, escreveram independentemente tratados muito pequenos, muito menos importantes do que as obras maiores de Philip e John.
- O Livre des Assises de la Cour des Bourgeois. Este é um trabalho demorado, detalhando as atribuições da corte inferior do reino, a corte de burgess, estabelecida para a classe não nobre. Seu autor é anônimo, mas eles também foram escritos em meados do século XIII. Segundo Joshua Prawer, eles derivam de Lo Codi, um código de lei provençal baseado no direito romano.

Também importante por si só, embora encontrada no Livre au Roi, Philip e John, é a Assise sur la ligece, uma lei promulgada por Amalrico I de Jerusalém na década de 1170, que efetivamente fez de todo senhor do reino um vassalo direto do rei e dava direitos de voto iguais aos vassalos traseiros, tanto quanto aos barões maiores.

## Edições modernas
Todas essas obras foram editadas em meados do século XIX por Auguste Arthur, conde de Beugnot, e publicadas no Recueil des Historiens des Croisades pela Académie des Inscriptions et Belles-Lettres, em dois volumes designados " Lois ". Também estão incluídas no RHC as ordenanças dos séculos XII e XIV do Reino de Chipre ; um documento sobre sucessão e regência, escrito por (ou atribuído a) João de Brienne, rei de Jerusalém ; e um documento referente ao serviço militar, escrito por (ou atribuído a) Hugh III de Chipre. Há também várias cartas, embora uma coleção muito mais completa de cartas tenha sido coletada no final do século XIX e início do século XX por Reinhold Röhricht.
No julgamento de todos os editores posteriores, de Maurice Grandclaude no início do século XX a Edbury hoje, Beugnot era um editor muito pobre; felizmente, algumas dessas obras, mas não todas, foram editadas separadamente. Uma edição crítica francesa do Livre au Roi foi publicada por Myriam Greilshammer em 1995 e em 2003 Edbury publicou uma edição crítica do texto de João de Ibelin. Nenhuma nova edição do francês antigo da corte de burgess foi publicada desde a publicação de Beugnot em 1843, mas no século XV elas foram traduzidas para o grego e, dos manuscritos gregos, Nicholas Coureas fez uma tradução para o inglês recentemente.
Os historiadores modernos geralmente reconhecem os perigos de atribuir as leis do século XIII ao reino do século XII, embora anteriormente se acreditasse que essas afirmações representassem a forma mais pura do feudalismo europeu medieval. Na realidade, as leis provavelmente refletem a prática do século XII ou XIII, pois foram escritas do zero no século XIII e foram projetadas conscientemente para remontar aos dias menos problemáticos do século XII, apesar das importantes mudanças legais que entretanto, ocorreu (o julgamento por provação, por exemplo, foi proibido no Quarto Conselho Lateranense de 1215).
Como mencionado acima, é um pouco enganador chamar todos esses textos de "Assizes de Jerusalém" como se fossem escritos juntos ao mesmo tempo; eles freqüentemente se contradizem ou omitem as informações que outro texto possui. Juntos, no entanto, eles são a maior coleção de leis escritas em um estado europeu medieval para esse período.